# Alexandre Liess
Alexandre Liess (Genève, 20 juni 1991) is een Zwitsers voormalig zwemmer.

## Carrière
Liess nam in 2008 deel aan het Europees kampioenschap voor junioren waar hij een 20e plaats behaalde in de 400m vrije slag. Het jaar erop nam hij opnieuw deel en werd hij 22e, hij werd ook met de Zwitserse ploeg 11de op de 4x200m vrije slag, 10e op de 100m vlinderslag en 9e op de 200m vlinderslag. Hij werd ook 14e met de Zwitserse ploeg op de 4x100m wisselslag. 
In 2011 nam hij deel aan het Europees kampioenschap kortebaan in Szczecin, hij werd 35e in de 100m vlinderslag, 36e in de 100m vrije slag, 30e 200m vlinderslag en 53e 200m vrije slag. Hij nam in 2012 deel aan de Olympische Spelen waar hij 33e werd op de 200m vlinderslag. In 2012 nam hij verder nog deel aan het wereldkampioenschap korte baan en Europees kampioenschap korte en lange baan. Op het EK langebaan wist hij de finale te halen op de 200m vlinderslag maar werd dan 8e en laatste in de finale, hij wist ook met de Zwitserse ploeg de finale te halen op de 4x200m vrije slag maar werd ook daarin laatste.
In 2013 nam hij deel aan de Universiade in Kazan, hij wist individueel niet door de reeksen te geraken maar wist met de Zwitserse ploeg op de 4x100m vrije slag de finale te halen waarin ze 8e werden. Op de 4x200m geraakte de Zwitserse ploeg ook in de finale en werden ze 6e.
Hij ging nadien aan de slag bij Ecole de Natation de Genève die werd opgericht door zijn grootouders in 1966. Hij genoot zijn opleiding aan het SUPSI en Deutsche Hochschule für Prävention und Gesundheitsmanagement.

## Familie
Zijn broers Nils en Thomas waren ook twee professioneel zwemmers. Zijn moeder Jennifer Liess was net zoals haar ouders Nicolas Wildhaber en Renée Wildhaber ook actief in het internationale zwemmen.

## Internationale toernooien
| Jaar | Olympische Spelen    | WK langebaan  | WK kortebaan                                                  | EK langebaan                                                  | EK kortebaan                                                                      |
| ---- | -------------------- | ------------- | ------------------------------------------------------------- | ------------------------------------------------------------- | --------------------------------------------------------------------------------- |
| 2011 |                      | geen deelname |                                                               |                                                               | 35e 100m vlinderslag 30e 200m vlinderslag 36e 100m vrije slag 53e 200m vrije slag |
| 2012 | 33e 200m vlinderslag |               | 49e 100m vrije slag 46e 100m vlinderslag 30e 200m vlinderslag | 37e 100m vlinderslag 8e 200m vlinderslag 8e 4x200m vrije slag | 45e 200m vrije slag 26e 100m vlinderslag 17e 200m vlinderslag                     |
| 2013 |                      | geen deelname |                                                               |                                                               | geen deelname                                                                     |
| 2014 |                      |               | geen deelname                                                 | geen deelname                                                 |                                                                                   |